# 岡田以蔵
岡田 以蔵（おかだ いぞう、天保9年1月20日〈1838年2月14日〉- 慶応元年閏5月11日〈1865年7月3日〉）は、江戸時代末期の土佐藩郷士。諱は宜振（読みについては「よしふる」の他「たかのぶ」、「のぶたつ」等諸説あり不明）。幕末の四大人斬りの一人。

## 生涯
土佐国香美郡岩村（現在の高知県南国市）に、二十石六斗四升五合の郷士・岡田義平の長男として生まれた。弟に同じく勤王党に加わった岡田啓吉がいる。
嘉永元年（1848年）、土佐沖に現れた外国船に対する海岸防備に、父・義平が郷士として従事した記録が残る。それ以後城下の七軒町（現在の高知市相生町）に住むようになった。
武市瑞山に師事し、中西派一刀流の麻田直養に剣術を学ぶ。安政3年(1856年)9月、瑞山とともに江戸に出、桃井春蔵の道場・士学館で鏡心明智流剣術を学ぶ。翌年9月、土佐に帰った。万延元年（1860年）8月より、時勢探索に赴く瑞山に従い、同門の久松喜代馬、島村外内らと共に、中国・九州で武術修行を行う。途中、以蔵の家が旅費の捻出に苦労するだろうと武市が配慮し、豊後岡藩の藩士に、以蔵の滞在と藩士江戸行の便への随行を頼んだ。武市と別れた以蔵は、岡藩で直指流剣術を学んだ。文久元年（1861年）5月ごろ、江戸に出て、翌年4月土佐に帰った。その間の文久元年（1861年）8月、武市の結成した土佐勤王党に加盟。文久2年（1862年）6月、参勤交代の衛士に抜擢され、瑞山らと共に参勤交代の列に加わり京へ上る。
土佐勤王党が王政復古運動に尽力する傍ら、平井収二郎ら勤王党同志と共に土佐藩下目付の井上佐市郎の暗殺に参加。また、薩長他藩の同志たちと共に、安政の大獄で尊王攘夷派の弾圧に関与した者たちなどに、天誅と称して集団制裁を加える。越後出身の本間精一郎、森孫六・大川原重蔵・渡辺金三郎・上田助之丞などの京都町奉行の役人や与力、安政の大獄を指揮した長野主膳の愛人・村山加寿江の子・多田帯刀などがこの標的にされた。村山加寿江は橋に縛りつけられ生き晒しにされた。このため、後世では「人斬り以蔵」と称され、薩摩藩の田中新兵衛と共に恐れられた。
なお、一般的に「幕末の四大人斬り」と呼ばれる者たちはみな、後年の創作物によって「人斬り」の呼び名が定着したものであり、以蔵は同時代の同志から「天誅の名人」と呼ばれていた（ただし、以蔵は文久2年〈1862年〉10月12日、幕府に攘夷を迫るため、京を出発した勅使一行に加わって、副勅使姉小路公知の護衛を務め、10月28日から12月7日まで江戸に滞在しており、11月15日に起きた多田帯刀殺害には関わっていない）。
以蔵は瑞山在京時の文久3年（1863年）1月に脱藩して江戸へ向かい、2月より高杉晋作のもとで居候になる。3月に高杉が藩の命で京へ赴くと、以蔵も京に滞在。同時期に高杉からの6両の借金を、勤王党員の千屋菊次郎が代わりに返済している。同志と疎遠になった後は、一時期坂本龍馬の紹介で勝海舟の元に身を寄せたが行方知れずになり、後述する洛中洛外払いの際は脱藩者であることから無宿者として処断されていた。その後、八月十八日の政変で土佐勤王党は衰勢した。
元治元年（1864年）2月、商家への押し借りの科で犯罪者として幕吏に捕えられ、5月に焼印・入墨のうえ京洛追放処分になり、同時に土佐藩吏に捕われ、土佐へ搬送された。

土佐藩では吉田東洋暗殺、および京洛における一連の暗殺に関して、首領・武市瑞山を含む土佐勤王党の同志がことごとく捕らえられていた。以蔵は女も耐えたような拷問に泣き喚き、武市に「以蔵は誠に日本一の泣きみそであると思う」と酷評されている。間もなく以蔵は、拷問に屈して自分の罪状および天誅に関与した同志の名を自白し、その自白によって新たに逮捕される者が続出するなど、土佐勤王党の崩壊のきっかけになる。以蔵の自白がさらに各方面へ飛び火することを恐れた獄内外の同志によって、以蔵のもとへ毒を差し入れる計画まで浮上したが、瑞山が強引な毒殺には賛同しなかったこと、以蔵の親族からの了承を得られなかったこともあり、結果的には、獄の結審に至るまで毒殺計画が実行されることはなかった。慶応元年（1865年）閏5月11日に打ち首、獄門となった。享年28。
| 「                                                   | 君か為 尽す心は 水の泡 消にしのちそ すみ渡るべき | 」 |
| —岡田以蔵の辞世の句（保古飛呂比 佐佐木高行日記より） |                                                  |    |

辞世は「君が為め 尽す心は水の泡 消にし後は 澄み渡る空」とする資料(寺石正路『土佐偉人伝』)もある。墓所は高知県高知市薊野駅近郊の真宗寺山(しんしゅうじやま)にある累代墓地で、宜振の名で埋葬されている。

## 人物像
- 以蔵については同時代資料も本人の書簡なども乏しいが、その性格・事跡については土佐勤王党関係の史料によって断片的に窺うことが出来る。
- 以蔵の容姿に関して、土佐の牢番から「歯の反った奴(出っ歯)」と述べられている。
- 現存する血盟書の写しからは、以蔵を含め吉村虎太郎や池内蔵太らの名前が削られている。これは瑞山が容堂に血盟書を提出する際、脱藩者や見せるのに差し障りのある人物の名前を省いたものだと考えられる。
- 着牢時、以蔵が長州藩や吉村の事について牢番に大声で自慢話をしている様子が聞かれている。
- 投獄後の以蔵は、拷問により暗殺に関与した仲間等を次々に自白し、これが土佐勤王党崩壊の端緒となる。以蔵の自白が引き金となり、まだ捕らえられていなかった同志が次々と捕らえられて入牢した事[7]、吉田東洋暗殺の背後には山内家保守派層の関与が公然の秘密であった事から、お家騒動への発展を恐れて以蔵毒殺計画が仲間内で相談される。しかし強引な毒殺は瑞山や島村寿之助らが止め、以蔵の弟で勤王党血盟者である啓吉に、以蔵の父から毒殺の許可、ないしは自害を求める手紙を寄越すよう獄外の同志に連絡を取らせる。これらの遣り取りの間に、瑞山の弟・田内衛吉は拷問に耐え切れず、兄に毒薬の手配を頼み自害、島村衛吉は拷問死した。獄中書簡に依ると、結局以蔵に毒は送られることなく結審を迎えたと考えられている[8]。慶応元年3月25日岡本次郎書簡武市瑞山宛では以蔵に関して「是迄の不義、血を出して改心」と伝えており、自白を反省していた様子がうかがえる。
- 『土佐偉人伝』によれば、同囚中の志士･檜垣直枝が自白した以蔵を励まし「拷問の惨烈なるは同志皆はじめから期するところなり、子その痛苦に忍ぶあたわざれば、速やかにその罪を自白して、早く死地につけ、必ず同志の累をなすなかれ」と説得に当たっており、以蔵はこれにより慚憤したとなっている。
- 以蔵は死刑言い渡しの際、瑞山によろしく伝えて欲しいと牢番に伝言を頼んだ。しかし、瑞山の手紙ではその厚顔無恥ぶりを呆れられている。なお勤王党の獄で以蔵の自白により真っ先に犠牲になった者は、武市の身内であった。
- 『土佐偉人伝』には、「天資剛勇にして武技を好み、躯幹魁偉にして偉丈夫たり。宜振、はじめ勇にしてあと怯なり。人みなこれを惜しむ。武市瑞山もまたその粗暴にして真勇なきをもって大事を謀らず、しかも少壮殺人を嗜みて人を斬る草の如く。その挙、おうおう常軌を逸す(中略)末路、投獄同志みな鉄石漢にして拷問の惨苦なるも忍んで一言を発せず、しかるに宜振、独りその苦痛に忍びず罪案を白状し累を同志におよぼし遂に勤王の大獄を羅織せしは遺憾というべし」と書かれている。
- 『維新土佐勤王史』には「血気の勇はついに頼むに足らず、全く酒色のために堕落して、当初剣客なりし本分を忘れ、その乱行至らざる所なく、果ては無宿者鉄蔵の名を以て、京都所司代に脆くも捕縛せられぬ」とある。
- 以蔵が所有していたと見られるピストルが、以蔵の弟・啓吉の子孫の家に伝わっている。高知県立坂本龍馬記念館の説明によれば、これはフランス製で、勝海舟より贈られた物だという。ちなみに「ピストル」とは公開の折に称されたものだが、厳密にはリボルバーである。なお、当該短銃は個人所有の物を借用し公開された。
- 以蔵の写真として出回っているものがあるが、その多くは近藤長次郎や岡田井蔵(おかだ せいぞう)のものである。実際の以蔵をモデルとした写真や肖像は伝存しない。
- 高知県護国神社にある、殉難した志士のための顕彰碑・『南海忠烈碑銘』(1885年(明治18年)建立)には顕彰を拒まれ、以蔵の名前は無かったが、2019年1月20日に岡田以蔵顕彰会の尽力により刻印された[9]。靖国神社にも合祀されず、贈位も行われなかった。死後118年となる1983年(昭和58年)になって、高知県護国神社に合祀された[10]。
- 『正伝 岡田以蔵』には、自白する以蔵を防ぐための手がかりとして、毒薬の食べ物を仕込ませる用意に、土佐勤王党のメンバーが岡田家に聞き込みして調べたのは、饅頭を好んでいて、ニラ、ネギ、にんにくなどの臭い食べ物を好まなかったという。

## 岡田以蔵が関わったとされる暗殺事件

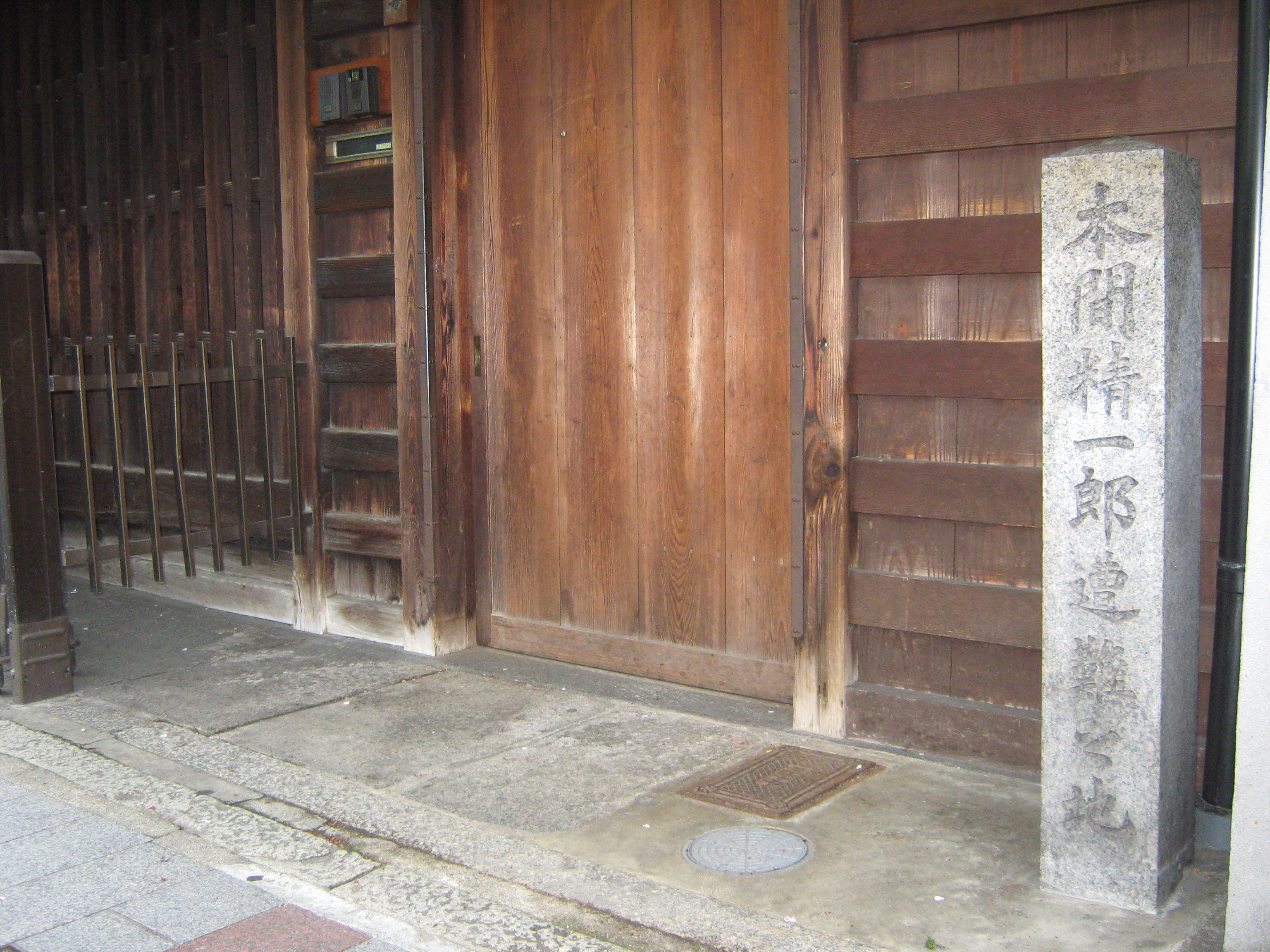
本間精一郎遭難の地（京都三条木屋町下ル）

井上佐市郎暗殺（文久2年8月2日）
井上佐市郎は土佐藩の下横目（下級警官）で、同年4月8日の吉田東洋暗殺事件を捜査していた。これを危険と見た勤王党では、まず井上を料亭「大与（だいよ、大與とも）」に呼び出して泥酔させ、心斎橋上にて、以蔵・久松喜代馬・岡本八之助・森田金三郎の4人で、身柄拘束のうえ手拭いで絞殺、遺体は橋上から道頓堀川へと投げ棄てた。岩崎弥太郎は、この事件の際に井上と同行していたが難を逃れている。以蔵らが最終的に捕縛された際、この事件についての取調べもあったといい、実行犯の1人である森田だけが黙秘を貫いたため生き残って戊辰戦争に参戦している。森田は後にこれを五十嵐敬之に話し、五十嵐によって『井上佐市郎暗殺一件』なる記録が残された。
本間精一郎暗殺（文久2年閏8月20日）
本間精一郎は越後国出身の勤皇の志士の1人であったが、特定の藩に属しない論客であったため、その態度を浮薄と見た各藩の志士から疎まれ始めていた。そこへ青蓮院宮と山内容堂との間で、攘夷督促勅使を巡る争いが持ち上がり、前者を推進する本間と後者を推す勤王党の間で対立が起きたとも、本間が幕府と通じているのではないかと疑われたとも言われる。『伊藤家文書』によると当日、本間は料亭から酔って退出したところを数人の男に取り囲まれて両腕を押さえつけられ、刀と脇差を取り上げられながらも激しく抵抗して格闘し数名を怯ませたものの、わずかな隙にわき腹を刺され、瀕死のところに止めをさされて斬首された（但し異説もあり、屋内にいた人物が本間と刺客が刀で打ち合う「炭をぶつけ合うような」音を聞いたという証言もある）。本間も殺害されたあと、高瀬川へと投げ込まれた。このときの実行犯は以蔵をはじめ、平井収二郎・島村衛吉・松山深蔵・小畑孫三郎・弘瀬健太・田辺豪次郎、そして薩摩の人斬りこと田中新兵衛であった。
宇郷重国殺害（文久2年閏8月22日）
宇郷重国は官名を玄蕃頭（げんばのかみ）といい、前関白九条家の諸大夫であった。安政の大獄の際、同じ九条家の侍臣島田左近と共に志士弾圧を行い、また和宮降嫁推進にも関わったため、攘夷派志士からの遺恨を買っていた。島田暗殺（同年7月21日）以来、身の危険を感じた宇郷は居所を転々としていたが、九条家河原町御殿に潜伏しているのを見つかり、寝所を以蔵、岡本八之助、村田忠三郎および肥後の堤松左衛門に急襲された。飛び起きて逃げようとしたところを以蔵に斬り倒され、子息も堤によって殺害された。宇郷の首は鴨川河岸に槍に刺し捨札と共に晒された。以上は『官武通記』による記録であるが、実行犯については異説があり、以蔵の加担を疑問視する向きもある。
猿の文吉殺害（文久2年閏8月30日）
猿の文吉（ましらのぶんきち）は、安政の大獄時に島田左近の手先として多くの志士を摘発した目明しであった。また、島田の高利貸しの手伝いをして金子を法外に得ていた事も、志士達から強い恨みを買っていた。そのため天誅に参加を希望する者が相次ぎ、籤引きによる人選をしたという話が伝えられる。選ばれた以蔵、清岡治之介、阿部多司馬の3人は閏8月30日の夜に文吉を自宅から拉致して三条河原へ連行し、裸にして河原の杭に縛り付けた上で、「斬るのは刀の穢れになる」として細引（細い紐）で絞殺、竹の棒を肛門から体内を貫通させて頭まで通され、さらに亀頭に釘を打たれて晒された（かつて文吉が御所の女官を犯して罰せられたことに対する仕打ちとされる）。文吉は高利貸しの厳しい取り立てを行なっていたことから民衆にも嫌われており、遺体に投石する者もあったという。なお、この際捨札に「いぬ」と書いたため、ここから権力者の手先となって動く者を指す「○○の犬」という慣用が生まれたという説がある。
四与力殺害（文久2年9月23日）
渡辺金三郎（わたなべ きんざぶろう）、森孫六（もり まごろく）、大河原重蔵（おおがわら じゅうぞう）、上田助之丞（うえだ すけのじょう）の4人はいずれも京都町奉行所与力と同心で、やはり安政の大獄で長野主膳、島田左近らと共に志士摘発を行っており、宇郷や文吉に対する天誅後、標的とされることを避けるために京都から江戸へと転任するところであった。彼らが石部宿まで来た夜、30名を越す浪士の一団が宿場を襲い、人々が騒然とする中、4名は殺害された。捨札には憂国の志士を多数捕らえ、重罪に処したことに対する天誅であると書かれていた。この襲撃には土佐、長州、薩摩、久留米の4藩から複数の志士が参加していたとされる。武市が書き遺した『在京日記』に土佐からの参加者12名が記されているが、以蔵はその中に入っていない。しかし一般には、この襲撃に彼も加わっていたとする見方もある（江州石部事件参照）。
平野屋寿三郎・煎餅屋半兵衛生き晒し（文久2年10月9日）
平野屋寿三郎（ひらのや じゅさぶろう）、煎餅屋半兵衛（せんべいや はんべえ）は、共に商人ながらこの年5月の勅使大原重徳東下の際に士分となり供をしていたが、収賄や横領などを行ったため評判が悪かった。それがまたこの月の勅使に随行するというので、朝廷の威信失墜を懸念した長州、土佐両藩の志士が団結して天誅を加えることとした。土佐からは以蔵、千屋寅之助、五十嵐幾之助らが、長州からは寺島忠三郎らが加わり、手分けして両名を連行して殺害しようとしたが、町人であり家族の助命嘆願もあったために殺害はせず、加茂川河岸の木綿を晒す杭に両名を裸にした上で縛り付け、生き晒しにした。

### 関与したか疑問のある事件
多田帯刀暗殺（文久2年11月15日）
多田帯刀は、長野主膳の妾村山加寿江（村山たか）の子で、金閣寺の寺侍であったが、やはり長野と共に安政の大獄において志士弾圧に加わったとして標的にされた。14日夜、島原遊郭近くにある加寿江の家を浪士らが襲撃、寝ていたところを引き出して三条大橋の袂に生き晒しにした。翌晩、大家を脅して連れてこさせた多田を蹴上刑場へ連行の上、殺害。首は粟田口に晒した。加寿江は女ということもあってか殺しはされなかったが、三日三晩生き晒しにされたという。この襲撃には合計20名が参加し、長州の楢崎八十槌、土佐の小畑孫三郎、河野万寿弥、依岡珍麿、千屋寅之助らと共に、以蔵も加わっていたとされる。このうち、依岡は大正まで存命して、この事件を語り遺している。
ただし、この時以蔵は前述のように副勅使護衛の任務で江戸に滞在しており、この事件には関与していない。
池内大学暗殺（文久3年1月22日）
池内大学は、元々は知恩院門跡に仕えた尊皇派の儒学者であった。条約勅許問題や将軍後継問題などで策謀を巡らせたため、安政の大獄において幕府からの厳しい追及を受けたが、観念して自首したために比較的軽い罪になった。これが尊攘派志士の目に「幕府に寝返った」と映り、狙われた。大学は変名のうえ大阪に潜伏していたが、おりしも大阪に来ていた山内容堂の酒宴に招かれ、その帰りを襲われた。首は難波橋に晒され、耳は脅迫文と共に同月24日に正親町三条実愛、中山忠能の屋敷に投げ込まれ、両公卿の辞職を招くこととなった。この事件においては以蔵の名前だけが挙げられ、他に数名居たとされる刺客の正確な人数や構成は伝わっていない（以蔵は関与していないという説もある）。
賀川肇暗殺（文久3年1月29日）
賀川肇は、公家千種有文の家臣で、安政の大獄の折、島田左近らに協力して志士弾圧に加わったことで狙われた。浪士が自宅に踏み込んできたとき賀川は二階へと逃げ込み隠れていたが、運悪く帰宅した幼い子供が浪士たちに捕われ厳しい詰問を受けるのを見て自ら階下へ降りたところを斬首された。この事件については一般に薩摩の田中新兵衛の犯行であるとされるが、以蔵も田中と共に加わっていたとする説もある。また一方では、姫路藩の萩原虎六らによるとする異説もある。
以上9件について、以蔵が関わったとする説が存在する。しかしながら研究者の間では、「この全てについて必ずしも関与していないのではないか」とする説も存在する。一方で、「暗殺が横行した文久2年-元治元年の間には未だに誰の手によるものか判らない（斬奸状により、尊王攘夷派であることだけ判っているものもある）暗殺事件も多く、そうした中にも以蔵が関わった事件があるのではないか」との見方もある。

## 岡田以蔵が護衛した要人
姉小路公知（文久2年）
文久2年(1862年)10月から、右近衛権少将となった姉小路公知、正使三条実美ら攘夷督促勅使一行の護衛として京都から江戸へ向かった。なお姉小路公知は京都へ帰還後の文久3年5月、朔平門外の変にて暗殺されている。
勝海舟（文久3年）
勝海舟の自伝『氷川清話』によると、坂本龍馬の口利きで岡田以蔵が勝海舟の護衛を行った。3人の暗殺者が襲ってきたが、以蔵が1人を切り捨て一喝すると残り2人は逃亡した。後日、勝が「君は人を殺すことをたしなんではいけない。先日のような挙動は改めたがよからう」と諭したが、以蔵は「先生それでもあの時私が居なかったら、先生の首は既に飛んでしまつて居ませう」と返した。勝は「これには俺も一言もなかったよ」と述べている。
ジョン万次郎
中浜家の家伝（『中浜万次郎 -「アメリカ」を初めて伝えた日本人-』（中浜博、2005年））によると、岡田以蔵はジョン万次郎の護衛も行っていた。勝が自分の護衛をした岡田の腕を見込んで万次郎の護衛につけたという。万次郎が完成した自分の西洋式の墓を視察しに行った時、4人の暗殺者が万次郎を襲ったが、以蔵はその4人以外に伏兵が2人隠れていることを察知して、万次郎にむやみに逃げず墓石を背にして動かないように指示し、襲ってきた2人を切り捨てた。残った2人は逃亡した。しかし中浜家の家伝によれば墓の完成は慶応の末、岡田は処刑されている筈なのでこの話は創作か誤伝の可能性が高い。また万次郎の護衛をしたと伝わる他の人物の伝承にも誤りがある。

## 評価
- 田中光顕 「岡田は武市瑞山取立の門人で、後瑞山と一緒に江戸三大道場の一桃井春蔵について、鏡新明智流の目録をとった腕前であった。がどちらかと言えば、頗る粗暴な人間で、これには薩摩の藤井良節も、『薩の田中と土佐の岡田の兇暴は、却って大事を誤らざるかと気遣いに堪えず』と言うて居る位であった。腕はさえていたが、人間が駄目であった。天誅の名人と言うのもおかしな言葉であるが、実によく人を斬った。土藩の下横目井上佐市郎を殺ったのも彼なら、与力渡邊殺しも彼、本間精一郎も彼がやった。宇郷玄蕃殺しも彼なら、目明し猿の文吉を殺ったのも彼であった。そうして、平野屋重三郎の生晒にも参画して居る。瑞山武市の偉かったことは、勤王党の首領であるばかりでなく、こうした暴れ者を平気でおさえ、使いこなしていたところにも覗える。岡田は己の腕を鼻にかけ過ぎる風があった」[12]

## 登場するフィクション作品

### 創作における人物像の変遷
- 岡田以蔵を主人公にした最初の作品は真山青果の『京都御構入墨者』（1953年、未完）、『人斬り以蔵』（1958年）。
『人斬り以蔵』はマルクス主義に強い関心を持つ青果による純粋な左翼劇であると指摘されており[13]、以蔵が「利用され虐げられる存在」であるかのような実像と異なる被差別的なイメージの由来はこの作品に端を発している。
- 以蔵の人物像を決定づけたのが司馬遼太郎の『人斬り以蔵』（1964年4月）である。
前述の真山の作品の特徴を踏襲している。以蔵に関しては、「獄中で差し入れられた毒入り弁当を食べたがケロリとしていたため、武市は土佐勤皇党の全同志を守るためやむなく毒薬そのものを以蔵に差し入れて暗に自決を促すが、以蔵はその毒薬を踏みにじり自白におよんだ」というエピソードが有名だが、これは司馬遼太郎の創作である。司馬版『人斬り以蔵』では、父は足軽で以蔵は他の同志より身分の低い最貧困層出身で軽んじられ、粗暴で余りにも教養・道徳心に欠けた人物であるが、武市から剣術の腕を買われ、以蔵は出世のために汚れ仕事（人斬り）を専門に請け負ったという描かれ方になっている。しかし研究者によると貧民ではなく一般的な郷士の子息としての教育は受けていたこと、天誅は複数の仲間と相談の上で協力し、また天誅希望者が殺到するほど競い合って行っていたことなどが判明している[8]。
- 2010年大河ドラマ『龍馬伝』の放送によるイメージアップを機に、地域の史跡研究会有志などによる、以蔵のための慰霊祭が初めて開催される。
土佐藩出身の志士たちのために各地で慰霊祭が行われていたが、以蔵は自白で同志に累をおよぼしたことで維新後顕彰を拒否されており、加えて現在に至るまで人斬りとしての負のイメージがつきまとい、慰霊祭は行われてこなかった。なお『龍馬伝』内における以蔵は、武市に従順な性格で、拷問に耐え最後まで自白しない人物として描かれている

### 小説・伝記
- 『人斬り以蔵』（司馬遼太郎同名短編集所収、新潮文庫、1964年）
- 『暗殺 : 明治維新の思想と行動』(松浦玲、辺境社、1979年)
- 『以蔵の指』（羽山信樹短編集『幕末刺客列伝』所収、角川書店、1985年）
- 『切腹しなかった殺人鬼・岡田以蔵』（南条範夫『日本よもやま歴史館』所収、天山文庫（大陸書房）1990年）
- 『異端の殺し屋』（邦光史郎同名短編集所収、光文社、1992年）
- 『剣鬼・岡田以蔵‐幕末人斬り伝』（峰隆一郎、大陸書房、1992年）‐他に飛天出版、青樹社、徳間書店など
- 『武市瑞山と岡田以蔵』（戸部新十郎『日本剣豪譚（維新篇）』所収、毎日新聞社、1992年）
- 『岡田以蔵－歴史の闇を駆け抜けた人斬りの悲惨』（日本テレビ放送網『知ってるつもり?!』第9巻所収、1993年）
- 『以蔵は死なず』（桑原譲太郎、徳間書店、1993年）
- 『以蔵よ、明日はあるか』（桑原譲太郎、電子書籍館　桑原譲太郎の世界）
- 『魔剣』（森村誠一、角川書店、1994年）
- 『幕末人斬り伝 剣鬼・仏生寺弥助』（峰隆一郎、廣済堂文庫、1995年）
- 『陋巷の狗』（森村南、集英社、1996年）
- 『落日の兇刃』（峰隆一郎他による時代アンソロジー、祥伝社、1998年）
- 『斬奸刀』（安部龍太郎、『運命の剣のきばしら』所収、PHP文庫、1999年）
- 『人斬り以蔵－土佐藩郷士・岡田以蔵』（童門冬二短編集『夭折幕末維新史』所収、2000年）
- 『日本暗殺総覧‐この国を動かしたテロルの系譜』（泉秀樹、ベストセラーズ、2002年）
- 『暗殺』（早乙女貢、集英社、2002年）
- 『幕末暗殺』（黒鉄ヒロシ、PHP研究所、2002年）
- 『逃げた以蔵』（西村望、祥伝社、2003年）
- 「決闘その4『異質の暗殺剣』 - 沖田総司VS岡田以蔵」（巨椋修『小説・剣豪もし戦わば!?』所収、コアラブックス、2004年）
- 『殺人鬼岡田以蔵の最期』（南条範夫、歴史を旅する会『幕末テロリスト列伝』所収、2004年）
- 『殺しのライセンス－岡田以蔵』（野口武彦『大江戸曲者列伝(幕末の巻)』所収、新潮社、2006年）
- 『ボディ・ジャック』（光岡史朗、幸福の科学出版、2006年）
- 番外編・歴史雑学BOOKシリーズ『図解!幕末剣豪伝』（綜合図書、2007年）
- 『恋する新選組』（越水利江子、角川つばさ文庫、2009年）
- 『雨に添う鬼ー武市と以蔵』（秋山香乃、講談社、2010年）
- 『正伝 岡田以蔵』（松岡司、戎光祥出版、2013年）
- 『人魚ノ肉』（木下昌輝、文藝春秋、2015年）
- 『絵金、闇を塗る』（木下昌輝、集英社、2018年）
- 『人斬り以蔵の道理』（吉川永青、中央公論新社、2024年）

### 楽曲
- 真山一郎『人斬り以蔵』（歌唱集『真山一郎 全曲集』キングレコード、1999年）
- 『幕末恋華 新撰組』（サイトロン・デジタルコンテンツ株式会社、2005年）
- さくらゆき『月鳴り』（詞：遠野ゆき、曲：森伸弘）

### 映画
- 『風雲三条河原』（1955年　監督：並木鏡太郎　演：島田正吾）
- 『鞍馬八天狗』（1961年・ニュー東映　監督：山崎大助　演：若山富三郎）
- 『人斬り』（1969年・大映　監督：五社英雄　演：勝新太郎）
- 『幕末純情伝』（1992年・松竹　演：木村一八）
- 『IZO』（2004年・チームオクヤマ　監督：三池崇史　イゾー：中山一也）
- 『ボディ・ジャック』（2008年・ベンテンエンタテインメント　監督：倉谷宣緒　演：浜田学）
- 『サムライせんせい』（2017年・ピーズインターナショナル、監督：渡辺一志、演：松川尚瑠輝）
- 『燃えよ剣』（2021年・東宝、監督：原田眞人、演：村上虹郎）

### テレビドラマ
- 『土佐犬「侍」』（1960年・フジテレビ　演者：西村晃）
- 『竜馬がゆく』（1968年・NHK大河ドラマ　演：前田吟）
- 『勝海舟』（1974年・NHK大河ドラマ　演：萩原健一）
- 『竜馬がゆく』(1982年・テレビ東京12時間超ワイドドラマ　演：目黒祐樹）
- 『幕末青春グラフィティ　坂本竜馬』（1982年・日本テレビ放送網 サントリー・ドラマスペシャル　演：浦田賢一）
- 『坂本龍馬』（1989年・TBS大型時代劇スペシャル　演：竹中直人）
- 『勝海舟』（1990年・日本テレビ年末時代劇スペシャル　演：哀川翔）
- 『竜馬におまかせ!』（1996年・日本テレビ　演：反町隆史）
- 『竜馬がゆく』（1997年・TBS大型時代劇スペシャル　演：長瀬智也）
- 『竜馬がゆく』（2004年・テレビ東京新春ワイド時代劇　演：高杉瑞穂）
- 『龍馬伝』（2010年・NHK大河ドラマ 演：佐藤健）
- 『八重の桜』（2013年・NHK大河ドラマ 演：尾関伸嗣）

### オリジナルビデオ
- 『実録 新選組』（2006年・GPミュージアム　監督：辻裕之　演：中山一也）

### テレビアニメ
- 『お〜い!竜馬』（1992年・NHK総合テレビ　声優：千葉繁）
- 『BAKUMATHU』（2018年10月・TBS系列　声優：松岡禎丞）

### ラジオドラマ
- 『劇作家シリーズ 曲がり角の男』（1996年3月23日　NHK-FM「FMシアター」　作：品川能正　演：家根本渉）

### 漫画
- 『人斬り〜ひときり〜』（平田弘史、青雲社、2005年。※連載は1969年）
- 『お〜い!竜馬』（作：武田鉄矢、画：小山ゆう）
- 『以蔵の夏』（義澄了）
- 『粉雪抄 仇討編 人斬り編』（一條和春、ラポート『月とノスタルヂヤ』収録、1994年）
- 『風雲児たち 幕末篇』（みなもと太郎、リイド社）
  - 『風雲児外伝8 日本剣客伝』（みなもと太郎）
- 『生の一閃』（島崎譲『リオン』第5巻所収、講談社、2004年）主人公の友人として登場。
- 『以蔵 -IZOU-』（作：桜井和生・画：岡崎つぐお、日本文芸社、2005年）勝の護衛としてアメリカに渡った以蔵の放浪記。
- 『人斬り以蔵秘話』（伊藤結花理、あおば出版5作品収録）
- 『新選組刃義抄 アサギ』（原作：山村竜也、絵：蜷川ヤエコ、スクウェア・エニックス）
- 「AZUMI」(小山ゆう)
- 『幕末4コマ劇場 黒いぜよ!龍馬ちゃん』（くもぎり太郎、実業之日本社、コンペイトウ書房）
- 『ちるらん 新撰組鎮魂歌』（梅村真也/橋本エイジ）
- 『ばくだん!〜幕末男子〜』（加瀬あつし 講談社、週刊少年マガジン、2011年）
- 『コハエース』（経験値）
- 『サムライせんせい』（黒江S介、リブレ）
- 『リィンカーネーションの花弁』（小西幹久、マッグガーデン、2014年）
- 『竜馬がゆく』（原作：司馬遼太郎、漫画：鈴ノ木ユウ）

### 舞台
- 以蔵のいちばん長い日（2001年・新宿シアター・モリエール [吉崎ひろと社]　演者：吉田智則）
- 我が名は虹 （2004年・演劇集団キャラメルボックス　演：菅野良一）
- 寂音〜MUTE〜 （2004年・THEATER@MEN'SWORKS　演：尾籠惣次朗）
- IZO（2007年・東京芸術劇場・劇団前方公演墳　演：純京介）
- また冬が来て〜IZO2（2007年・東京芸術劇場・劇団前方公演墳本隊　演：中野圭）
- いのうえ歌舞伎☆號『IZO』（2008年・青山劇場他・ヴィレッヂ　演：森田剛）
- 幕末殉教伝『イエス斬り捨て』（2008年・ファントマ　演：保村大和）
- Be Withプロデュース『空の境界』（2009年・シアターグリーン　演：久保田悠来）
- 岡田以蔵　(2009年・下北沢「劇」小劇場　演：新宮乙矢)
- 幕末奇譚 SHINSEN5 ～外伝～（2014年・博品館劇場　演：ViViD シン）
- 君が為〜恋風は楊梅の薫り（2018年・STAR☆JACKS・シアターグリーン　演：ドヰタイジ・浜口望海ほか）
- 舞台『刀剣乱舞』維伝 朧の志士たち（2019年〜2020年・赤坂ACTシアター他　演：一色洋平）
- 滝沢歌舞伎ZERO 2021 第2部「満月に散る鼠小僧〜残した夢は『笑いあり、涙なし』〜」  （2021年・新橋演舞場他　演：Snow Man ラウール）

### 朗読劇
- ライヴドラマシアター第二回公演「消えにし後ぞ 澄みわたる −岡田以蔵異伝−」（2021年　演：保志総一朗）

### ゲーム
- 『剣豪3』
- 『新選組群狼伝』
- 『風雲 幕末伝』
- 『幕末志士の恋愛事情』
- 『裏語薄桜鬼』（声優：鈴村健一）
- 『龍が如く 維新!』（声優：中谷一博）
- 『イケメン幕末』（声優：内田雄馬）
- 『恋愛幕末カレシ〜時の彼方で花咲く恋〜』（声優：松岡禎丞）
- 『Fate/Grand Order』（声優：吉野裕行）
- 『英傑大戦』（声優：中村悠一）